# Санина, Жанна Вячеславовна
Жанна Вячеславовна Санина (12 февраля 1984) — российская футболистка, защитница украинского клуба «Жилстрой-1». Мастер спорта России (2016).

## Биография
Воспитанница нововоронежского футбола. В начале взрослой карьеры выступала за клубы высшей лиги России «Волжанка» (Чебоксары), «Надежда» (Ногинск) и «Лада» (Тольятти).
Много лет играла за клуб «Рязань-ВДВ», в его составе становилась чемпионкой (2013) и обладательницей Кубка России (2014).
С 2017 года выступает за украинский клуб «Жилстрой-1» (Харьков). Чемпионка Украины (2017/18, 2020/2021), серебряный призёр чемпионата (2017), обладательница Кубка Украины (2017/18).